# Gahrou
 (mai 2021).
Gahrou (en persan : گهرو Gahru) est une localité de la préfecture de Kiar, dans la province de Tchaharmahal-et-Bakhtiari en Iran.